# Clytia discoida
Clytia discoida is een hydroïdpoliep uit de familie Campanulariidae. De poliep komt uit het geslacht Clytia. Clytia discoida werd in 1900 voor het eerst wetenschappelijk beschreven door Mayer. 